# Strodammen
Strodammen är en damm i Hällaån vid Gamla Stro i Söderköping i Söderköpings kommun i Östergötland och ingår i Söderköpingsåns huvudavrinningsområde. Sjön har en area på 0,159 kvadratkilometer och ligger 17,3 meter över havet. Sjön avvattnas av vattendraget Söderköpingsån (Gusumsån).

## Delavrinningsområde
Strodammen ingår i det delavrinningsområde (648147-153505) som SMHI kallar för Ovan Storån. Medelhöjden är 42 meter över havet och ytan är 40,93 kvadratkilometer. Räknas de 24 avrinningsområdena uppströms in blir den ackumulerade arean 532,06 kvadratkilometer. Avrinningsområdets utflöde Söderköpingsån (Gusumsån) mynnar i havet. Avrinningsområdet består mestadels av skog (52 procent), öppen mark (12 procent) och jordbruk (31 procent). Avrinningsområdet har 0,37 kvadratkilometer vattenytor vilket ger det en sjöprocent på 0,9 procent. Bebyggelsen i området täcker en yta av 0,53 kvadratkilometer eller 1 procent av avrinningsområdet.